# Paweł Kwaśniewski
Paweł Kwaśniewski (ur. 14 lipca 1963 w Warszawie) – polski artysta współczesny, performer.
Ukończył studia na Wydziale Filozofii Akademii Teologii Katolickiej (obecnie Uniwersytet Kardynała Stefana Wyszyńskiego) w Warszawie. Pracę magisterską obronił w zakresie psychologii wychowawczej i rozwojowej. Debiutował w 1984. Twórca ponad 300 sytuacji performance pokazywanych w galeriach, centrach sztuki i muzeach w ponad 60 państwach świata na 5 kontynentach. W swoich spektaklach łączy ironiczne podejście do świata z brutalnym traktowaniem siebie i swojego ciała. Od lat prowadzi akcję wyprzedaży centymetrów kwadratowych swojego ciała, które wycina ze swojego przedramienia. Autor terminu "sztuka progresywna / progressive art" określającego wyzwolenie się ze złudzeń post-awangardy i sztuki postmodernistycznej.
Okazjonalnie wykładał na uczelniach artystycznych w Polsce, Finlandii, Irlandii, Islandii.
W 1980 roku wraz z czwórką znajomych oraz Markiem Kotańskim i Ewą Dux zakłada Stowarzyszenie Na Rzecz Przeciwdziałania Narkomanii "MONAR". W lipcu 1981 r, tuż po 18 urodzinach, zostaje wiceprzewodniczącym Zarządu Głównego. W 1983 r. odchodzi ze stowarzyszenia po konflikcie z Kotańskim. Podobno spotkali się dopiero po prawie 20 latach, tuż przed śmiercią Marka Kotańskiego, w czasie sesji zdjęciowej dla magazynu "ELLE".
W 1987–1989 (do sprawdzenia) razem z innymi 10-11 rodzinami (m.in. Pacewiczowie, Paweł Malko/ Justyna Dąbrowska, Tomasz i Lidia Burscy, Andrzej i Hanna Samsonowie, Uszy, Rozciszewscy) współtworzy pierwsze w PRL niezależne przedszkole w warszawskim Wilanowie. 
Od 1993 pracował jako dziennikarz śledczy w Dziale Reportażu Gazety Wyborczej. Prowadził nocne audycje radiowe w Radiu Dla Ciebie oraz w Trójce. Autor felietonów w CKM, She, Cosmopolitan, Dziecko. Od 1997 właściciel TOtamTO Media & TV, spółki produkującej programy telewizyjne. Od 2002 właściciel wytwórni muzycznej OFFmusic od 2006 warszawskiej kawiarni Cafe FUTRO. Autor książki "Tańcząca z butami".
Producent ponad 100 teledysków zrealizowanych dla alternatywnych grup muzycznych z Polski, Białorusi, Izraela, Anglii, Rosji. Wiele z nich sam wyreżyserował.
W 2008 roku zakłada nową firmę 2lazy2die Studio, która współpracuje jako producent wykonawczy z tamilskojęzyczną kinematografią Kollywood (Channai/Madras, Indie) oraz – jako koproducent – z kinematografią izraelską.